# Nothin' on You (EP)
Nothin' On You (믿어줄래) è il primo EP del cantante sudcoreano Jay Park, pubblicato il 13 luglio 2010. Il brano principale dell'EP, a cui dà anche il titolo, è una cover di Nothin' on You del rapper statunitense B.o.B.

## Tracce
1. 믿어줄래 (Nothin' On You) (Full Melody Korean Version) - 4:36
2. Count On Me (Nothin' On You) (Full Melody English Version) - 4:36
3. 믿어줄래 (Nothin' On You)(Subman & KYU Remix) - 4:14

## Classifiche
| Classifica                          | Posizione più alta |
| ----------------------------------- | ------------------ |
| South Korea Gaon Weekly album chart | 1                  |